# Královédvorská kotlina
Královédvorská kotlina je geomorfologický okrsek na severovýchodě Bělohradské pahorkatiny. Leží v okrese Trutnov, v Královéhradeckém kraji. Území okrsku vymezují sídla Horní Brusnice na severozápadě, Kuks na jihovýchodě a východní výběžek sahá k Vlčkovicím v Podkrkonoší. Logickým centrem okrsku je město Dvůr Králové nad Labem.

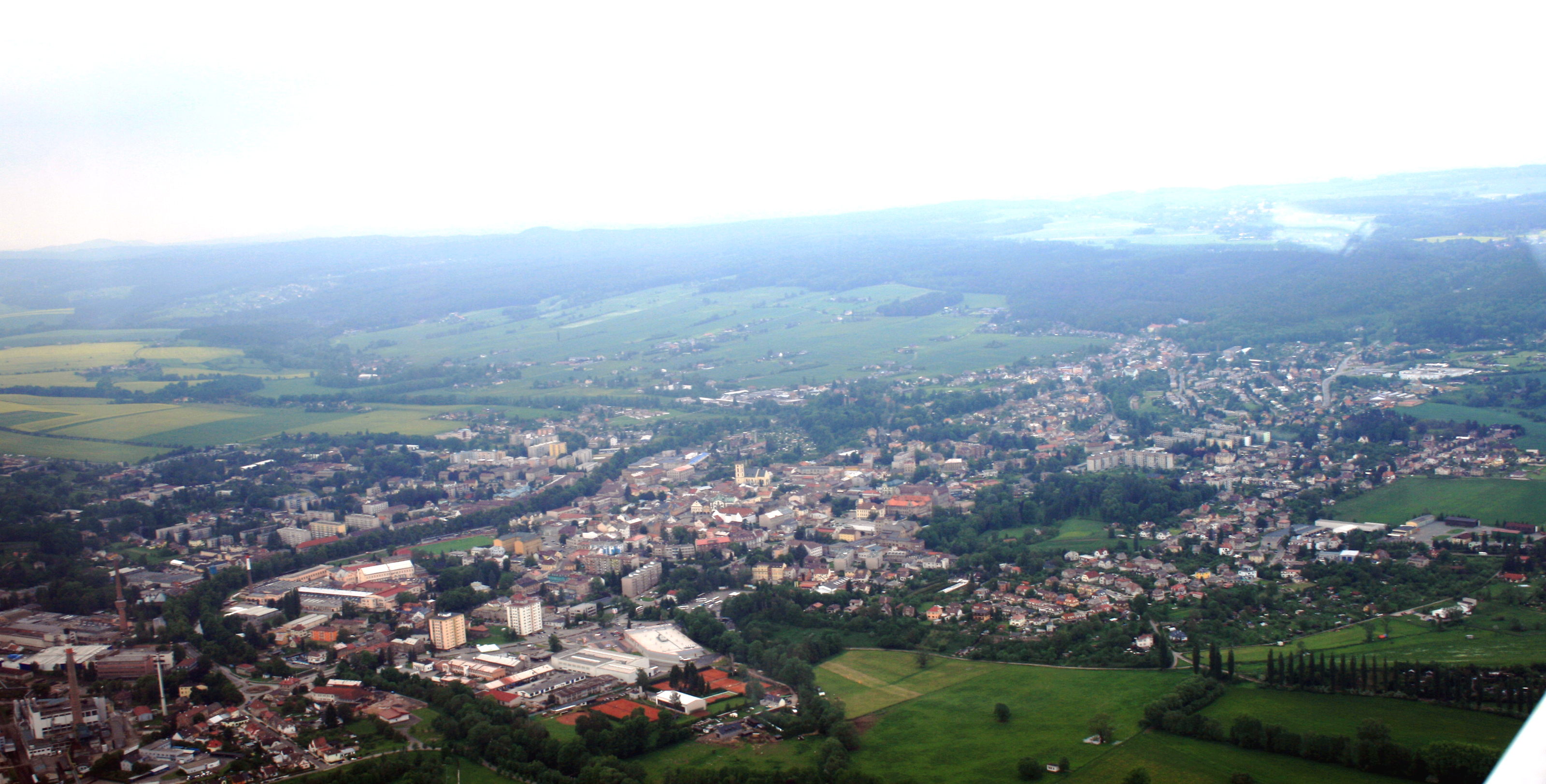
Letecký pohled na Dvůr Králové nad Labem uvnitř kotliny

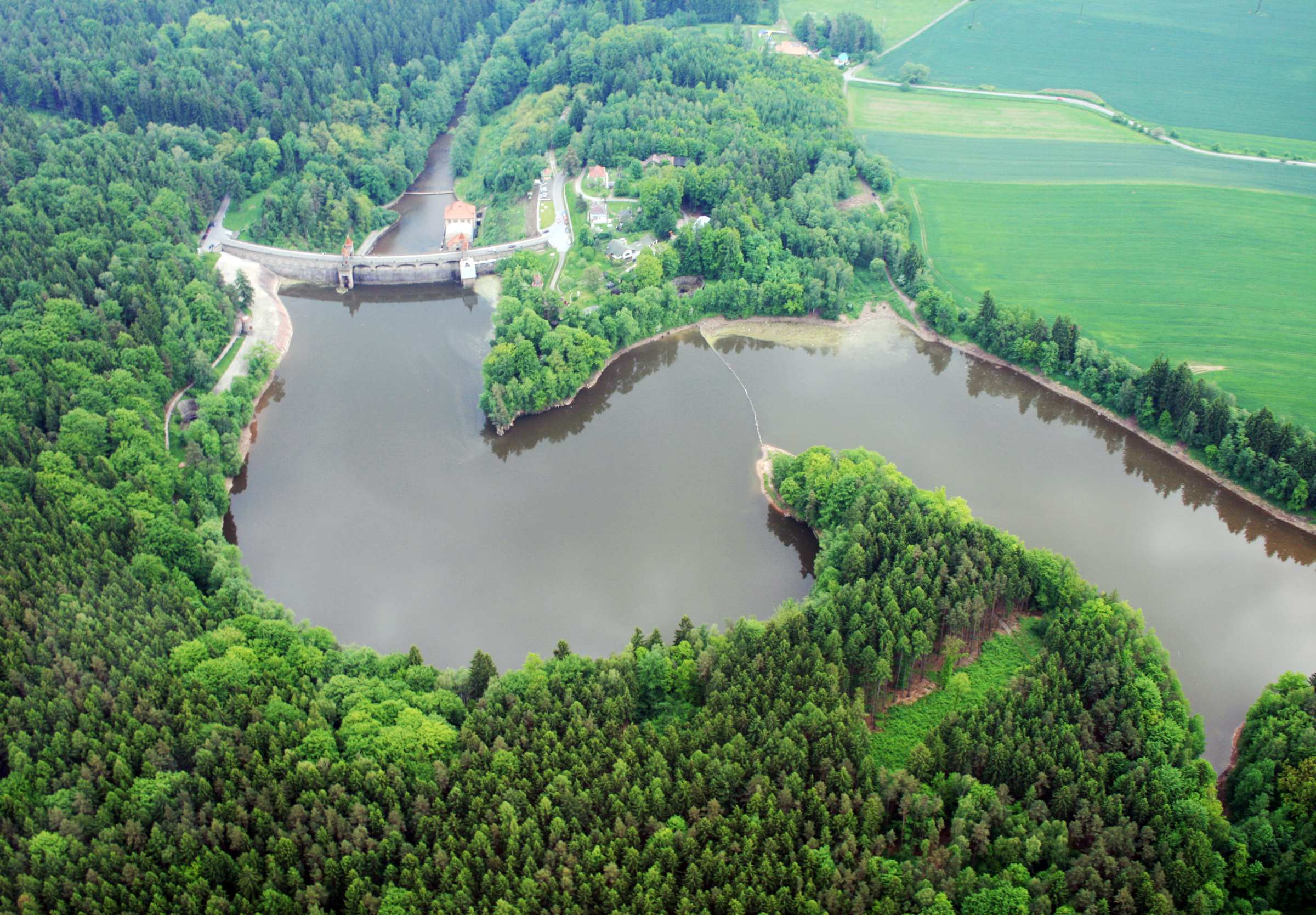
Letecký pohled na vodní nádrž Les Království na Labi

## Geomorfologické členění
Okrsek Královédvorská kotlina náleží do celku Jičínská pahorkatina a podcelku Bělohradská pahorkatina. Dále se člení na podokrsky Verdecká kotlina na západě a Žirečská kotlina na východě. Kotlina sousedí s dalšími okrsky Bělohradské pahorkatiny (Libotovský hřbet na jihozápadě a Královédvorská niva uvnitř kotliny a otevřená k JV), na západě, severu a východě s Krkonošským podhůřím, na jihovýchodě s Orlickou tabulí a Východolabskou tabulí.

## Významné vrcholy
- Kamenec (353 m), Verdecká kotlina
- Na borkách (291 m), Žirečská kotlina

Nejvyšším bodem je bezejmenná kóta (405 m n. m.) severozápadně od Dolní Brusnice, při hranici s okrskem Kocléřovský hřbet v Krkonošském podhůří.